# Giuseppe Pignatone
Giuseppe Pignatone (Caltanissetta, 8 de maio de 1949) é um magistrado italiano, ex-promotor da República de Roma, presidente do Tribunal da Cidade do Vaticano desde 3 de outubro de 2019.